# Campionati del mondo di atletica leggera 2003 - Salto in alto femminile
La gara del salto in alto femminile si tenne il 29 e 31 agosto 2003.

## Risultati

### Qualificazione
Qualification: 1.93 m (Q) or best 12 performances (q)
| Pos | Gruppo | Nome                 | Nazione         | 1.80 | 1.85 | 1.88 | 1.91 | 1.93 | Misura | Note |
| --- | ------ | -------------------- | --------------- | ---- | ---- | ---- | ---- | ---- | ------ | ---- |
| 1   | A      | Hestrie Cloete       | Sudafrica       | –    | o    | o    | o    | o    | 1.93   | Q    |
| 1   | A      | Vita Palamar         | Ucraina         | –    | o    | o    | o    | o    | 1.93   | Q    |
| 1   | A      | Vita Styopina        | Ucraina         | o    | o    | o    | o    | o    | 1.93   | Q    |
| 1   | B      | Kajsa Bergqvist      | Svezia          | –    | o    | o    | o    | o    | 1.93   | Q    |
| 5   | B      | Ruth Beitia          | Spagna          | xo   | o    | o    | o    | o    | 1.93   | Q    |
| 6   | B      | Blanka Vlašić        | Croazia         | –    | o    | –    | xxo  | o    | 1.93   | Q    |
| 7   | A      | Amy Acuff            | Stati Uniti     | o    | o    | o    | o    | xo   | 1.93   | Q    |
| 7   | A      | Juana Arrendel       | Rep. Dominicana | o    | o    | o    | o    | xo   | 1.93   | Q    |
| 7   | A      | Marina Kuptsova      | Russia          | o    | o    | o    | o    | xo   | 1.93   | Q    |
| 10  | A      | Venelina Veneva      | Bulgaria        | xo   | o    | o    | o    | xo   | 1.93   | Q    |
| 11  | B      | Olga Kaliturina      | Russia          | o    | o    | o    | o    | xxx  | 1.91   | q    |
| 12  | B      | Anna Chicherova      | Russia          | xo   | o    | xo   | o    | xxx  | 1.91   | q    |
| 13  | A      | Marta Mendía         | Spagna          | o    | o    | xo   | xxo  | xxx  | 1.91   |      |
| 14  | B      | Oana Pantelimon      | Romania         | o    | o    | o    | xxx  |      | 1.88   |      |
| 15  | B      | Inha Babakova        | Ucraina         | o    | o    | xxo  | xxx  |      | 1.88   |      |
| 16  | B      | Daniela Rath         | Germania        | –    | xo   | xxo  | xxx  |      | 1.88   |      |
| 17  | B      | Antonella Bevilacqua | Italia          | o    | o    | xxx  |      |      | 1.85   |      |
| 18  | A      | Gaëlle Niaré         | Francia         | o    | xo   | xxx  |      |      | 1.85   |      |
| 18  | B      | Solange Witteveen    | Argentina       | o    | xo   | xxx  |      |      | 1.85   |      |
| 20  | A      | Anne Gerd Eieland    | Norvegia        | o    | xxo  | xxx  |      |      | 1.85   |      |
| 21  | B      | Romary Rifka         | Messico         | o    | xxx  |      |      |      | 1.80   |      |
| 22  | A      | Iva Straková         | Rep. Ceca       | xo   | xxx  |      |      |      | 1.80   |      |
| 22  | B      | Marina Aitova        | Kazakistan      | xo   | xxx  |      |      |      | 1.80   |      |
|     | A      | Miki Imai            | Giappone        | xxx  |      |      |      |      | NM     |      |
|     | B      | Gwen Wentland        | Stati Uniti     |      |      |      |      |      | DNS    |      |

### Finale
| Pos | Nome            | Nazione         | 1.85 | 1.90 | 1.95 | 1.98 | 2.00 | 2.02 | 2.04 | 2.06 | 2.10 | Misura | Note   |
| --- | --------------- | --------------- | ---- | ---- | ---- | ---- | ---- | ---- | ---- | ---- | ---- | ------ | ------ |
| 1   | Hestrie Cloete  | Sudafrica       | o    | o    | o    | o    | o    | o    | o    | o    | xxx  | 2.06   | WL, AR |
| 2   | Marina Kuptsova | Russia          | o    | o    | xo   | o    | o    | x–   | x–   | x    |      | 2.00   |        |
| 3   | Kajsa Bergqvist | Svezia          | o    | o    | o    | xxo  | xo   | x–   | xx   |      |      | 2.00   |        |
| 4   | Venelina Veneva | Bulgaria        | o    | o    | o    | xo   | xxx  |      |      |      |      | 1.98   | SB     |
| 5   | Vita Palamar    | Ucraina         | o    | o    | o    | xxx  |      |      |      |      |      | 1.95   |        |
| 6   | Anna Chicherova | Russia          | o    | xo   | o    | xxx  |      |      |      |      |      | 1.95   |        |
| 7   | Blanka Vlašić   | Croazia         | –    | o    | xo   | xxx  |      |      |      |      |      | 1.95   |        |
| 8   | Juana Arrendel  | Rep. Dominicana | o    | xo   | xo   | xxx  |      |      |      |      |      | 1.95   | SB     |
| 9   | Amy Acuff       | Stati Uniti     | o    | o    | xxx  |      |      |      |      |      |      | 1.90   |        |
| 9   | Vita Styopina   | Ucraina         | o    | o    | xxx  |      |      |      |      |      |      | 1.90   |        |
| 11  | Olga Kaliturina | Russia          | o    | xo   | xxx  |      |      |      |      |      |      | 1.90   |        |
| 11  | Ruth Beitia     | Spagna          | o    | xo   | xxx  |      |      |      |      |      |      | 1.90   |        |